# Josep Maria de Casacuberta
Josep Maria de Casacuberta i Roger, né à Barcelone en 1897 et mort à Barcelone en 1985, est un philologue et éditeur catalan.